# Papyrus 80
Papyrus 80 (in de nummering volgens Gregory-Aland), of {\displaystyle {\mathfrak {P}}}80, is een oude kopie van het Griekse Nieuwe Testament Het bevat de tekst van Johannes 3:34. Op grond van schrifttype wordt het gedateerd in de derde eeuw.

## Beschrijving
Het fragment is 10,4 x 10,6 cm groot. Het is afkomstig uit Egypte, maar wordt nu bewaard in de Fundación Sant Lluc Evangelista (Inv. no. 83) in Barcelona (Spanje).

## Tekst
De Griekse tekst van deze codex, vertegenwoordigt waarschijnlijk de Alexandrijnse tekst, maar is te kort om dit goed te bepalen. Aland plaatst het vanwege zde ouderdom van het fragment in categorie 1 van zijn Categorieën van manuscripten van het Nieuwe Testament